# Rathkes ficka
Rathkes ficka är en fördjupning i taket i munnen framför buccopharyngealmembranet under embryogenesen. Den ger upphov till främre hypofysen (adenohypofysen), en del av det endokrina systemet. 
Fickan är uppkallad efter anatomen Martin Rathke.